# May el-Toukhy
May el-Toukhy (* 17. August 1977 in Charlottenlund, Dänemark) ist eine  dänische Filmregisseurin und Drehbuchautorin.

## Leben
Nach ihrer Schulausbildung studierte sie von 1998 bis 2002 an der Statens Teaterskole (Staatlichen Theaterhochschule) in Kopenhagen. Anschließend absolvierte May el-Toukhy bis 2009 eine Weiterbildung zur Filmregisseurin an der Den Danske Filmskole. Im Jahr 2009 arbeitete sie erstmals als Regieassistentin bei dem Fernsehfilm Camping und der Fernsehserie Borgen – Gefährliche Seilschaften.
Des Weiteren gewann El-Toukhy 2009 in dem Nachwuchswettbewerb Nordic Talents für ihren Film Cairo den Nordic Talent Pitch-Preis, der mit einem Preisgeld von 250.000 dänischen Kronen verbunden war. Darüber hinaus realisierte sie mehrere Hörspiele für Danmarks Radio.
Im Jahr 2015 wurde sie mit dem Erik Ballings Reisestipendium ausgezeichnet, das ein Preisgeld von 50.000 Kronen beinhaltet. 2015 führte May el-Toukhy auch Regie bei dem dänischen Spielfilm Lang historie kort unter der Mitwirkung der Schauspieler Trine Dyrholm, Jens Albinus und Danica Curcic. Für diesen Film wurde sie 2016 mit dem dänischen Filmpreis Bodil in der Kategorie Bestes Drehbuch ausgezeichnet. Ebenfalls 2016 wurde sie mit dem Nordisk Filmpreis ausgezeichnet, der ein Preisgeld von 110.000 Kronen beinhaltet.

## Filmografie

### Filmregisseurin
- 2001: Stereo (Kurzfilm)
- 2003: Min velsignede bror (Dokumentar-Kurzfilm)
- 2003: White Man’s Burden
- 2009: Stykke for stykke (Kurzfilm)
- 2015: Lang historie kort (Fernsehfilm)
- 2017: Die Erbschaft (Arvingerne, dänische Fernsehserie, 2 Folgen)
- 2017: Die Wege des Herrn (Herrens veje, dänische Fernsehserie, 2 Folgen)
- 2019: Königin (Dronningen)
- 2020: Cry Wolf (Ulven kommer, dänische Fernsehserie, 2 Folgen)
- 2022: The Crown (britische Fernsehserie, 2 Folgen)

### Drehbuchautorin
- 2001: Stereo (Kurzfilm)
- 2003: Min velsignede bror (Dokumentar-Kurzfilm)
- 2015: Stykke for stykke (Kurzfilm)
- 2015: Lang historie kort (Fernsehfilm)
- 2019: Königin (Dronningen)

### Regieassistenz
- 2009: Camping (Fernsehfilm)
- 2010: Borgen – Gefährliche Seilschaften (Borgen, dänische Fernsehserie, 4 Folgen)
- 2017: Die Wege des Herrn (Herrens veje, dänische Fernsehserie, 1 Folge)

### Kamera
- 2003: Min velsignede bror (Dokumentar-Kurzfilm)

### Produzentin
- 2001: Stereo (Kurzfilm)